# Пригорје (Ђурманец)
Пригорје је насељено место у саставу општине Ђурманец у Крапинско-загорској жупанији, Хрватска. До територијалне реорганизације у Хрватској налазило се у саставу старе општине Крапина.

## Становништво
На попису становништва 2011. године, Пригорје је имало 298 становника.

## Попис1991.
На попису становништва 1991. године, насељено место Пригорје је имало 399 становника, следећег националног састава:
| Попис 1991.‍ | Попис 1991.‍ | Попис 1991.‍ | Попис 1991.‍ | Попис 1991.‍ |
| ----------- | ----------- | ----------- | ----------- | ----------- |
|             |             |             |             |             |
| Хрвати      | Хрвати      |             | 396         | 99,24%      |
| Југословени | Југословени |             | 2           | 0,50%       |
| Словаци     | Словаци     |             | 1           | 0,25%       |
| укупно: 399 |             |             |             |             |